# Ploča (gmina Bosilegrad)
Ploča (cyr. Плоча) – wieś w Serbii, w okręgu pczyńskim, w gminie Bosilegrad. W 2011 roku liczyła 49 mieszkańców.